# Emily Warren Roebling

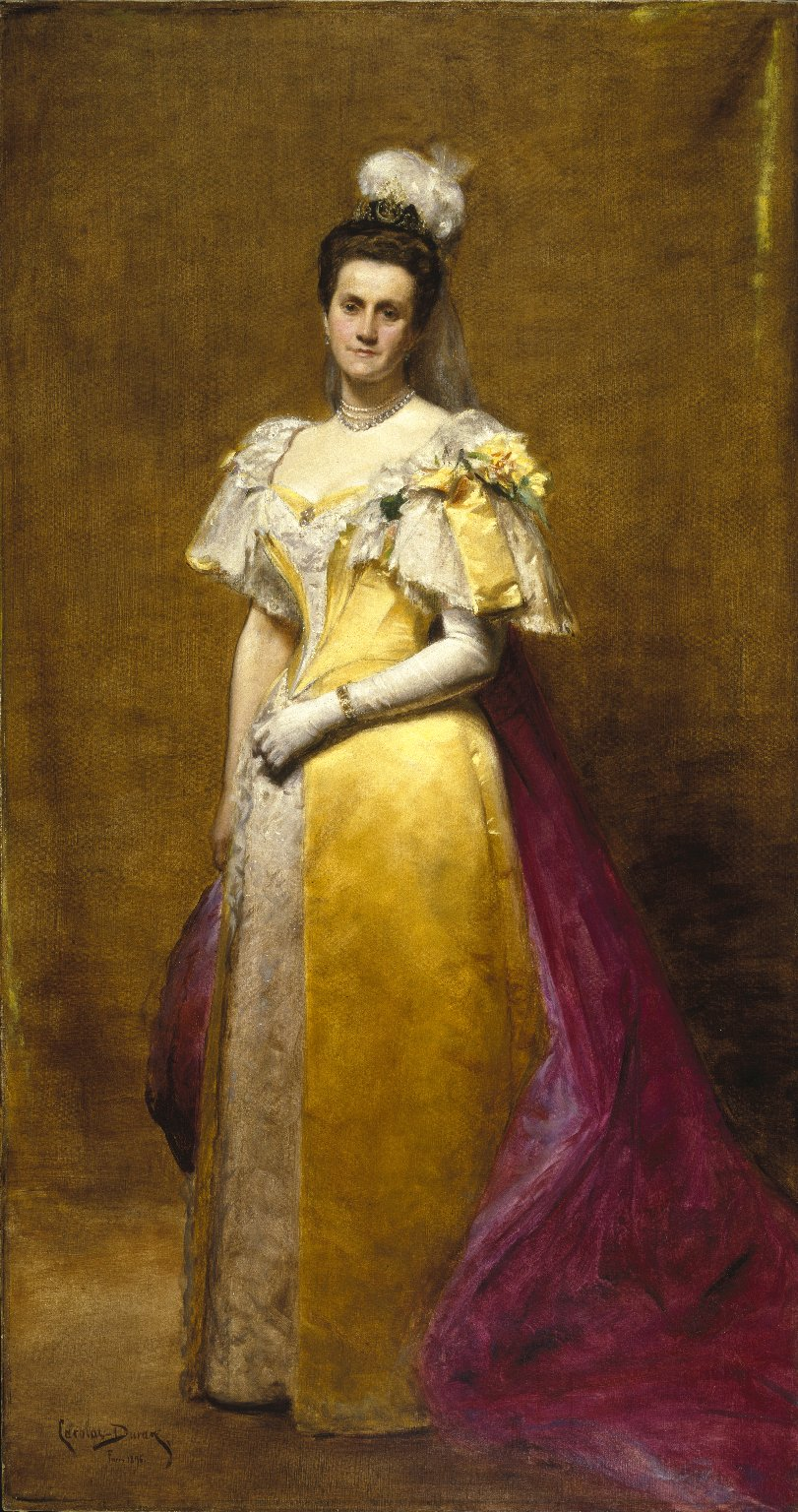
Emily Warren Roebling, Porträt von Emile Auguste Carolus-Duran, ca. 1896

Emily Warren Roebling (* 23. September 1843 Cold Spring, New York; † 28. Februar 1903 in Trenton, New Jersey) war eine US-amerikanische Bauingenieurin. Bekannt wurde sie für die Durchführung der Bauplanung für die Brooklyn Bridge in New York City. Diese Aufgabe hatte sie von ihrem Ehemann Washington Augustus Roebling übernommen, der diese aufgrund einer Erkrankung abgeben musste.

## Leben und Wirken
Emily Roebling wurde als Emily Warren geboren und stammte aus einer Familie der oberen Mittelklasse in Cold Spring, als zweitjüngste von 12 Geschwistern. 1864 besuchte sie ihren Bruder, General Gouverneur Kemble Warren, der Pionieroffizier und Ingenieur war, in seinem Feldlager und traf dort den Offizier Washington Augustus Roebling, mit dem sie daraufhin korrespondierte und den sie 1865 heiratete. Nach dem Sezessionskrieg reiste sie mit ihrem Mann nach Europa, wo dieser technische Fragen in Zusammenhang mit der von seinem Vater John Augustus Roebling geplanten Hängebrücke über den East River in New York klären sollte. Auf dem Europabesuch wurde ihr gemeinsamer Sohn John A. Roebling II. geboren (im Heimatort von John Augustus Roebling, in Mühlhausen/Thüringen). Bevor der eigentliche Bau der Brücke begann, starb John Augustus Roebling 1869 an einer Tetanusinfektion. Sein Sohn Washington Roebling zog sich wenige Jahre später die Caissonkrankheit zu (er hielt sich oft in den Caissons für den Pfeiler im Fluss auf) und war teilweise gelähmt und nur eingeschränkt arbeitsfähig. Die Brücke konnte trotzdem 1883 „durch die wirkungsvolle, zähe, intelligente Unterstützung seiner Ehefrau“ fertiggestellt werden, ohne dass die Roeblings die Leitung des Projekts verloren. Sie hatte sich die dazu notwendigen mathematischen und Ingenieurkenntnisse im Selbststudium beigebracht und gleichzeitig als Bauleiterin seine mündlich und schriftlich erteilten Weisungen äußerst sorgfältig und umsichtig umgesetzt. Daneben übernahm sie die Pflege ihres Mannes. 1874 bis 1876 zogen sie vorübergehend wieder nach Trenton, da ihr Mann die Nähe der Baustelle nervlich nicht ertrug; als es um das Spinnen und Einbringen der Tragseile ging, zog es ihren Mann aber wieder nach New York.
Die Brooklyn Bridge, die den East River überspannt und die Stadtteile Manhattan und Brooklyn miteinander verbindet, war zum Zeitpunkt ihrer Fertigstellung die längste Hängebrücke der Welt. Bei der Eröffnung 1883 ritt Emily Warren Roebling mit US-Präsident Chester A. Arthur über die Brücke.
Nach dem Bau der Brücke zog sie nach Trenton, wo das Familienunternehmen saß und sie den Bau ihres Hauses beaufsichtigte. Sie nahm aktiv am sozialen Leben teil, zum Beispiel bei den Töchtern der amerikanischen Revolution und der Huguenot Society. Sie reiste viel, war bei Krönung des Zaren Nikolaus II. in Russland und wurde 1896 in London Queen Victoria vorgestellt. Im Spanisch-Amerikanischen Krieg arbeitete sie als Krankenschwester und Bauleiterin im Camp von Montauk auf Long Island, wo die rückkehrenden Soldaten gepflegt wurden.
1899 erwarb sie einen Jura-Abschluss der New York University. 1903 verstarb sie am 28. Februar in Trenton.

## Emily-Roebling-Preis
Der Landesverband Thüringen des Verbandes der Unternehmerinnen (VDU) in Deutschland vergibt jährlich den Emily-Roebling-Preis an Unternehmerinnen und Geschäftsführerinnen aus Thüringer Unternehmen, die zukunftsweisende Lösungen für unternehmerische Herausforderungen und inspirierende Antworten auf aktuelle Herausforderungen gefunden haben und dabei die gesellschaftliche Verantwortung berücksichtigen.